# Осман Келантан
Осман Келантан (малайск. Othman Kelantan) (13 ноября 1938 года, Кота-Бару, штат Келантан — 31 июля 2008 года, Серданг, штат Селангор) — малайзийский писатель, писавший на малайском языке. Национальный писатель Малайзии (2003). Отец Сеида Мохамеда Закира.

## Краткая биография
Полное имя Сеид Осман бин Сеид Омар ал-Яхья (малайск. Syed Othman bin Syed Omar al-Yahya). Учился в малайской школе и мусульманской семинарии, некоторое время работал учителем, затем окончил Университет наук Малайзии в Пинанге (1979, звание магистра в 1983). В 1983—1997 гг. преподавал на педагогическом факультете Национального университета Малайзии в Банги (штат Селангор). Там же в 1995 году защитил докторсую диссертацию. В 1997—1999 гг. работал в Университете Малайя в качестве приглашённого профессора.

## Творческий путь
Один их ведущих малайских писателей, пробовавший себя не только в жанре рассказа (написал более 180), но и в поэзии, эссеистике (более 400), написавший 16 повестей, в том числе четыре для юношества, и ряд трудов по теории литературы. Наиболее известные повести: «Познание» (1966), «Сопротивление» (1967), Северо-восточный ветер" (1969), «Азартная игра» (1973), «Чемпион» (1973), «Герой» (1980), «Пространство действия» (1989), «Лицо женщины» (1990), «Устаз» (1991), «Нагого Астана» (1997), «Люди из Кота-Бару» (2003). Основная тема произведений — жизнь в глубинке, проблемы современной деревни.
Убежденный малайский националист довольно консервативных убеждений. Не избегал дискуссий по идеологическим проблемам.
Отдельные произведения переведены на английский, вьетнамский, китайский, русский, тайский, французский и японский языки.

## Награды
- Поощрительный приз конкурса на лучшую повесть Совета по языку и литературе (1962)
- Литературная премия Малайзии (1972, 1973, 1974, 1984)
- Литературная премия Юго-Восточной Азии, Таиланд (1990)
- Медаль «За Заслуги» от султана Келантана (1973)
- Медаль «За Заслуги перед Отечеством» (малайск. Ahli Mangku Negara) от Верховного правителя Малайзии (1974)
- Звание «Выдающийся литератор Келантана» (2003)
- Национальный писатель Малайзии (2003).

## Переводы на русский язык
- Из записной книжки сенатора. Перевод с малайского Б. Парникеля. — У обочины шоссе. Рассказы современных малайских писателей. Составление и перевод Б. Парникеля. М.: Восточная литература, 1963, с. 40-48.
- Записки сенатора. Перевод Б. Парникеля. — Современная малайзийская новелла. Составители. В. Сигаев и Б. Парникель. Предисловие Б. Парникеля. М.: Прогресс, 1977, с. 207—217.
- Из записной книжки сенатора. Перевод с малайского Б. Парникеля. — Избранные произведения писателей Юго-Восточной Азии. М., 1981, с. 335—342.